# Mach 5

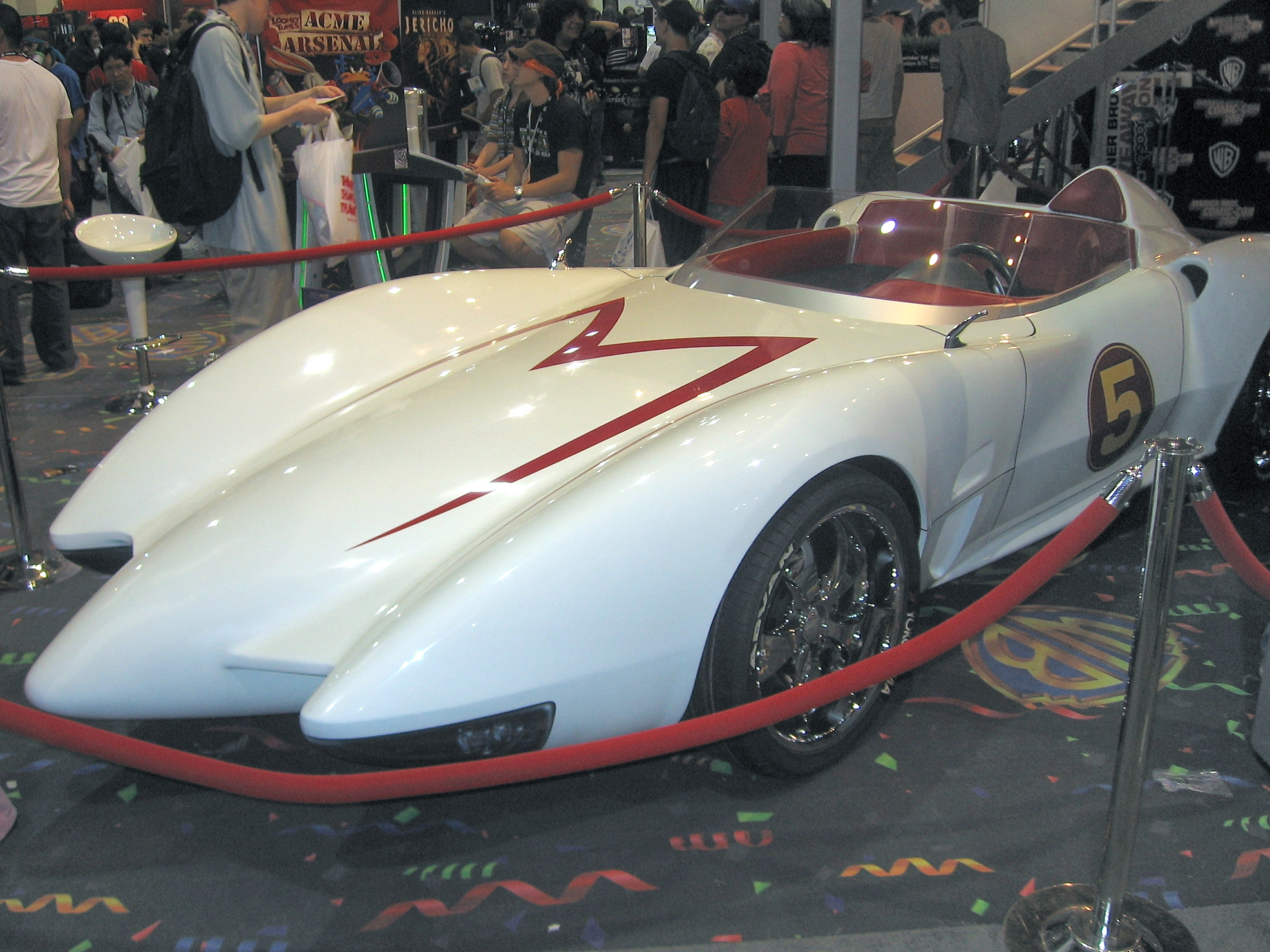
replica do Mach 5 na Comic-Con 2007

Painel do Mach 5

O Mach 5 foi inspirado na originalidade da linha automotiva Chaparral Cars e na potência da Ferrari 250 Testa Rossa - carro exibido nos filmes dos cinemas da época como sendo do agente secreto James Bond. O Mach 5 foi dado a Speed por seu irmão Rex, que o projetou para ser equipado com recursos especiais acionados a partir de um painel de comandos instalado no volante, (respectivamente) contendo: (A) macaco de alta suspensão automática; (B) rodas de tração 4x4 com couraça dentada; (C) serras circulares ceifadeiras articuladas; (D) para-brisa e capota conversível blindadas com vidro a prova de tiros de grosso calibre e, no modo anfíbio, vedadas contra infiltrações de líquidos, gazes etc.; (E) faróis de varredura infravermelhos com câmera "on board", para visão noturna; (F) mecanismo periscópio com monitor de imagens, para visualização da superfície quando submerso; (G) drone teleguiado, para monitoramento aéreo.
A cor do carro é uma referencia à bandeira do Japão e o estilo do carro lembra a aerodinâmica dos caças, com o bico tubarão.
Os produtores do desenho claro inspirados na Ferrari aproveitaram e inseriram o ronco de seu motor V12 famoso dos tempos da Fórmula 1 em 1966 e uma tradição da marca italiana, até que a mesma a partir dos anos 1990 passou a usar motores de 10 e de 8 cilindros em seus monopostos de competição.
A estrutura básica do Mach 5 seria:
Carroceria Esportivo tipo berlineta, roadster com capota a prova de balas, retratil elétrica de dois lugares, com motor Ferrari de 12 cilidros em V dianteiro, movido a gasolina equipado com controle de tração e cambio manual de 6 velocidades em sistema "H". Velocidade máxima proxima de 350 Km/h.
O carro tem habilidade de ser anfíbio possibilitando para isso de ativar o controle F que aciona a camera on board do carro acoplada a periscópio e tanques de oxigênio instalados atras do banco do piloto e do carona.
O visual do Mach 5 inspirou vários carros atuais de categorias de superesportivos como Mercedes Benz, Ferrari principalmente os modelos F40, F50, Ferrari Enzo Ferrari, McLaren e carros da Fórmula 1, Fórmula Renault, GP2, Fórmula Indy com seu bico no estilo tubarão e os comandos do volante são muito usados em carros atuais sejam os de competição ou de rua.
O carro teve várias alterações seja no desenho original a continuações de franquias algumas evoluções:
Mach 5 I - É o carro básico de Speed Racer. No primeiro episódio o carro tinha um motor menos evoluido até que Pops Racer desenvolveria um novo motor (a verdade seriam as evoluções do motor Ferrari V12 F1 1966 para o Ferrari F1 V12 1967 ) . A potencia dele era de 580 CV c velocidade de 350 Km/h e câmbio manual de seis marchas
Mach 5 II - Aparece no episódio Mach 5 contra Mach 5. O Dr. Nitecall e o Dr. Cumulus (vilão do episódio) constroem uma versão do Mach 5 melhorada. Esta versão é capaz de voar como um avião e tem asas retrateis capaz de fazer com que o carro voe. É uma réplica melhorada e além de voar e ter a asa retratil móvel o Mach 5 II usava uma arma de raios no lugar do Pombo Robô (acionado pelo botão G) no painel do volante e possuia uma bomba que poderia explodir.
O Mach 5 II era uma cópia do Mach 5 I que voltara no episódio da Corrida Alpina em que Speed utilizaria o recurso das asas móveis para salto. O motor do Mach 5 II por ser uma cópia e evolução do Mach 5 I já usaria um motor mais potente e o próprio Dr. Nitecall explicara que o Mach 5 II ele se tornaria mais lento. O que significaria na verdade que a versão do Mach 5 II teria um motor Ferrari mais potente (usaria um motor V6 turbo ou o V12 aspirado com melhorias eletrônicas que fizesse com que atingisse os mesmos 350 Km/k com o auxílio de KERS que já existia no Mach 5 I , apenas contaria com uma asa movel retratil projetada para saltos embora fosse um ensaio para o sistema Sistema de Redução de Arrasto)
Mach 5 III - Aparece na série Speed Racer Y2K. Ele passa a ser um carro que das portas para tras ganha laterais como os da Fórmula 1 e se torna um carro que tem tres lugares sendo que o piloto fica no meio e tem espaço para dois caronas e passa a ter um difusor traseiro.
Mach 5 IV - Surge no seriado As Novas Aventuras de Speed Racer tem um novo visual e passa a ter as cores azul vermelho e branco ao contrário dos modelos anteriores lembrando modelos mais novos da Ferrari como a 458 Italia.
No filme Speed Racer de 2008 o Mach 5 I deixa de ser anfíbio como no desenho e tem um sistema de troca automática de pneus e um sistema que a calota se transforma em um escudo comandada por joystick